# Об'єднаний інститут енергетичних і ядерних досліджень «Сосни»
Об'єднаний інститут енергетичних і ядерних досліджень «Сосни» (ОІЕЯД «Сосни») — державна наукова установа, яка знаходиться недалеко від Мінська (мікрорайон Сосни).

## Історія
Інститут ядерної енергетики АН БСРСР був заснований у 1965 році. Першим директором став академік Андрієм Капітоновичем Красіним, який є співзасновником першої у світі АЕС в Обнінську. Інститут стоїть у 7 км від Мінська по Могильовському шосе. У 1962 році був уведений в експлуатацію ядерний реактор ІРТ-2000. З 2001 до 2004 року на посаді генерального директора об'єднаного інституту перебував Олександр Міхалевич. У 2002 році Інститут з питань проблем енергетики НАН Білорусі, Інститут радіаційних фізично-хімічних проблем, Інститут радіоекологічних проблем і підприємства «ІТЦ-Сосни» увійшли до складу Об'єднаного інституту енергетичних і ядерних досліджень «Сосни».

## Напрямки досліджень
- Енергетика (в тому числі ядерна);
- Забезпечення безпеки атомних електростанцій, які експлуатуються;
- Енергетична безпека;
- Енергозбереження;
- Технології мінімізації техногенних ризиків;
- Ядерна фізика і радіаційні технології;
- Фізичні, хімічні, біологічні методи дослідження і технології отримання нових речовин і матеріалів з використанням радіаційного контакту;
- Фізика та хімія взаємодії випромінювання з речовиною;
- Енергетичне планування;
- Використання вторинних енергетичних ресурсів;
- Технологія та стратегія використання відновлюваних джерел енергії в країні, в тому числі в районах, забруднених радіонуклідами.

## Пссилання
- Официальный сайт института (рос.)